# Johannes Erpenbeck
Johannes Erpenbeck (* 24. Juli 1831 in Münster; † 17. Januar 1912 in Borken) war ein römisch-katholischer Geistlicher und Päpstlicher Ehrenkämmerer.

## Leben

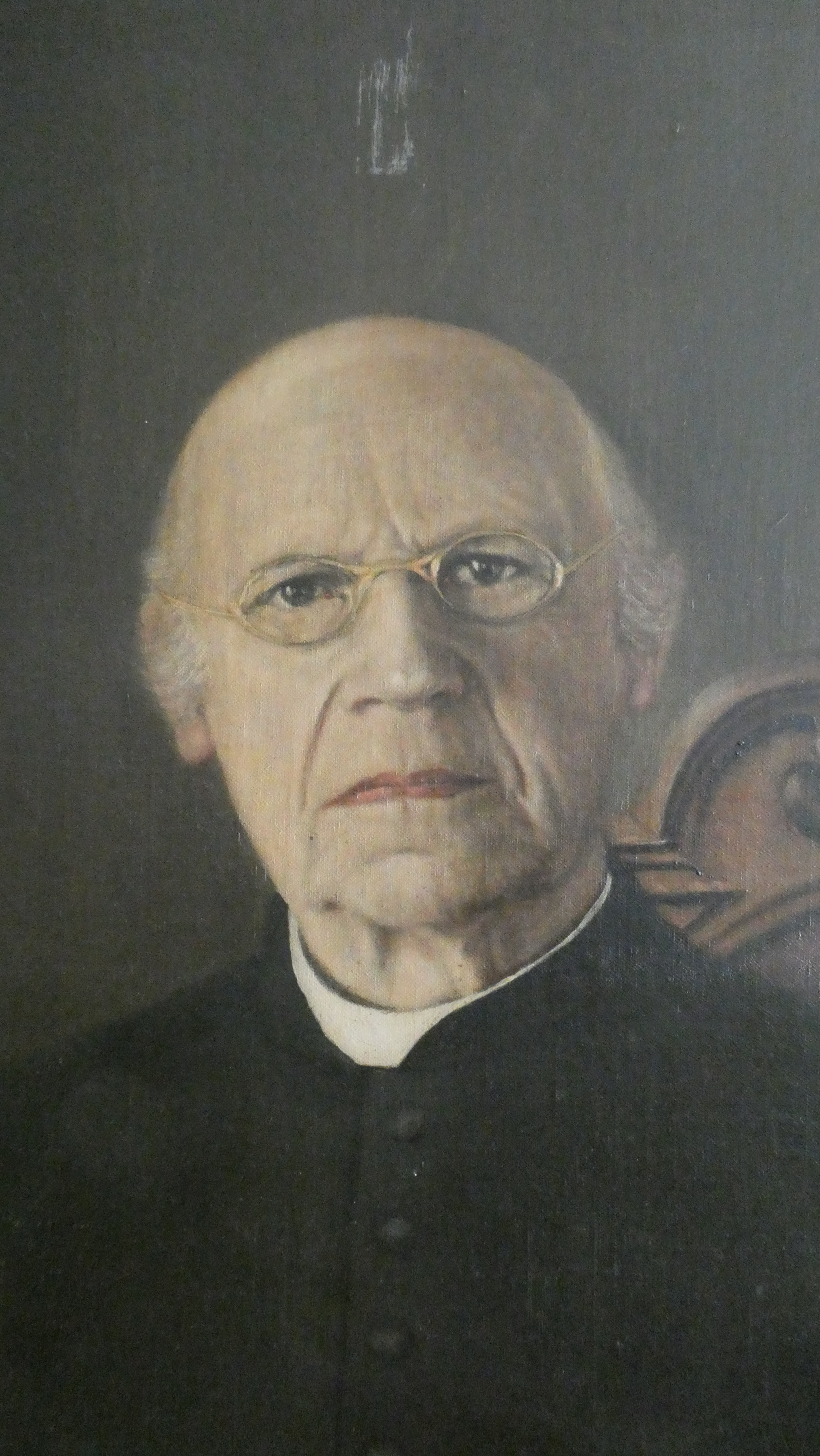
Porträt des Propstes Johannes Erpenbeck

Nach dem Studium der Theologie und der Priesterweihe trat Johannes Erpenbeck 1854 die Stelle eines Kaplans in Warendorf an. Hier blieb er zehn Jahre und wurde 1864 in der Pfarrgemeinde St. Remigius Borken Mitarbeiter des Pfarrdechanten Joseph Haas. In dieser Funktion nahm er besondere pfarrrechtliche Aufgaben wahr. 1866 zum Pfarrverwalter bestellt, fiel die Ernennung zum Pfarrdechanten durch den Bischof Johann Georg Müller in das Jahr 1869. Erpenbeck war der erste Pfarrdechant in Borken, der nicht von den Kanonikern gewählt worden ist. Seine besonderen Verdienste liegen in der Erweiterung der Remigius-Kirche sowie der Neugestaltung des Innenraums. In den Jahren 1872/1873 wurde durch den Anbau eines weiteren Jochs nach Osten der Chor- und Altarraum erweitert.

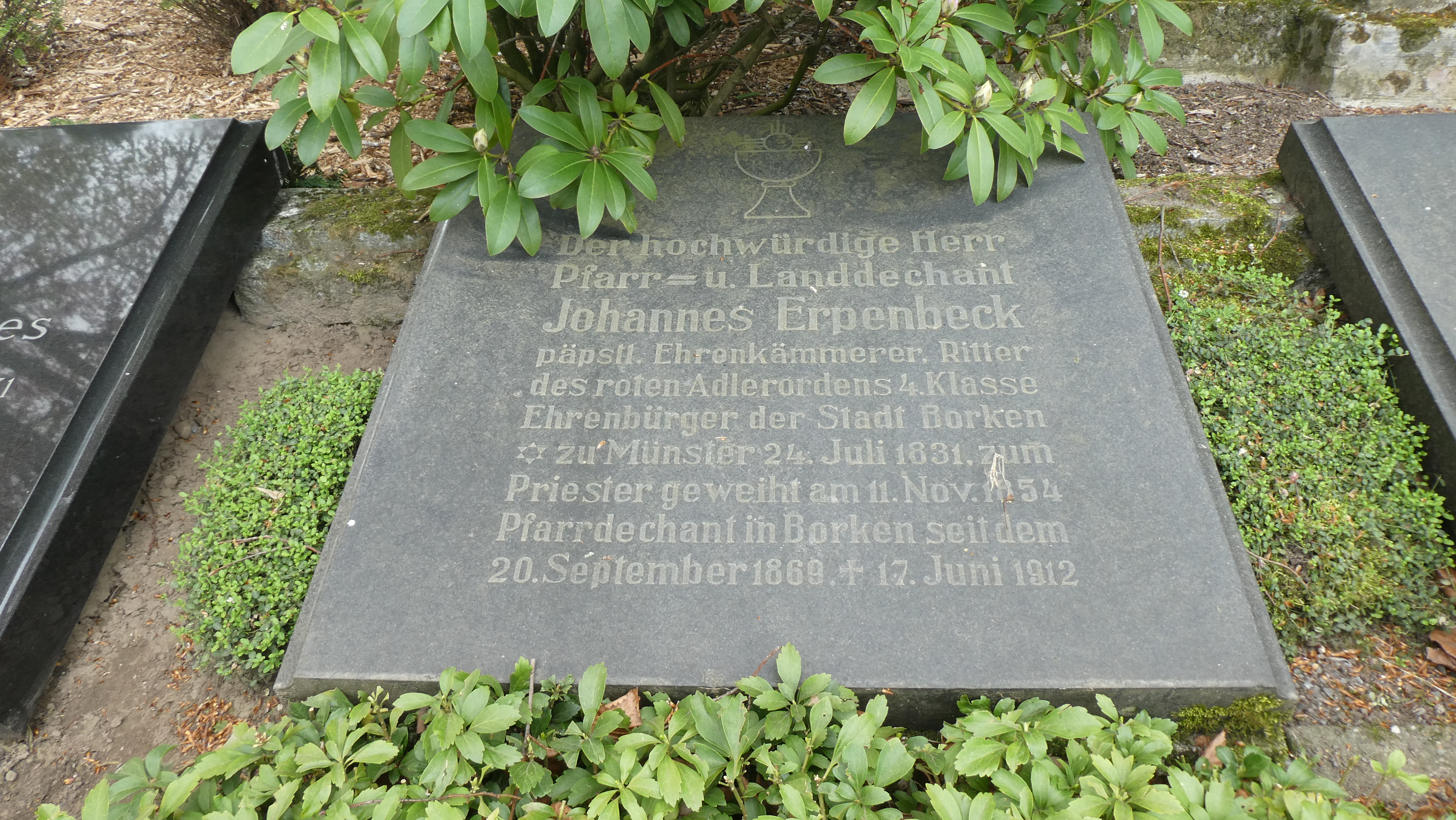
Grabplatte Johannes Erpenbeck, Friedhof Borken

Erpenbeck hat sich außerdem um die Erhaltung der Remigius-Kirche und ihrer Ausstattung verdient gemacht. In seine Amtszeit fallen die Renovierungs- und Erneuerungsarbeiten in den drei Kapellen (1891), an der Mariensäule (Einweihung am 8. Dezember 1887) und des Remigius-Denkmals (Einweihung am 24. Oktober 1897).

## Ehrungen
- Päpstlicher Ehrenkämmerer
- 11. November 1904 Ehrenbürger der Stadt Borken

## Sonstiges
Zu seinen Ehren wurde in Borken nach ihm der „Dechant-Erpenbeck-Weg“ benannt.

## Schriften
- Die neuen Glasgemälde und Altäre in der Pfarrkirchen zu Borken , Verlag Nergert, Borken 1876
- Die Pfarrkirche zu Borken in ihrer Entstehung und jetzigen Gestalt, Verlag Mergelsberg, Borken 1889

| Personendaten    | Personendaten                                                            |
| ---------------- | ------------------------------------------------------------------------ |
| NAME             | Erpenbeck, Johannes                                                      |
| KURZBESCHREIBUNG | deutscher römisch-katholischer Geistlicher und Ehrenkämmerer des Papstes |
| GEBURTSDATUM     | 24. Juli 1831                                                            |
| GEBURTSORT       | Münster                                                                  |
| STERBEDATUM      | 17. Januar 1912                                                          |
| STERBEORT        | Borken                                                                   |